# Lake Conestee Nature Park
Lake Conestee Nature Park (Conestee Sø Naturpark på dansk) er en offentlig naturpark i Conestee, South Carolina i USA, og er opkaldt efter søen beliggende i den, Lake Conestee. Parken følger floden Reedy River og er ofte brugt af videnskabsmænd til fuglestudier.

## Geografi
Lake Conestee Nature Park indeholder 160 hektar jord og indeholder mere end fem mil af stier. Parken også indeholder skove, vådområder, og en stor mangfoldighed af dyr.

## Historie
Lake Conestee blev dannet, da Reedy River blev opdæmmet ved Conestee Mill i 1892. Da søen var størst, havde den et areal på omkring 53 ha men mange års vandforurening og vandstand har fyldt omkring 90 % af søen med sediment. I 2000 oprettedes Conestee Foundation, og det grundlagde naturparken. Ifølge fundatsen er organisationen dedikeret til bevaringen og forbedringer af naturparken.

## Videnskab
Mere end 190 arter fugle forekommer i Lake Conestee Nature Park, ifølge Greenville County Bird Club. National Audubon Society udpegede parken som et betydningsfuldt fuglereservat.

## Turistattraktioner
Conestee Mill, en historisk vandmølle, ligger i Lake Conestee Nature Park. Historien om møllen går tilbage til slutningen af 18. århundrede.